# Tunisie aux Jeux olympiques d'été de 2000
La Tunisie a participé aux Jeux olympiques d'été de 2000 à Sydney (Australie). Il s'agit de sa 10e participation à des Jeux d'été.

## Nombre d'athlètes qualifiés par sport
Voici la liste des qualifiés et sélectionnés tunisiens par sport (remplaçants compris) :
| Sport      | Hommes | Femmes | Total |
| ---------- | ------ | ------ | ----- |
| Athlétisme | 6      | 3      | 9     |

## Liste des médaillés
Aucun athlète tunisien ne remporte de médaille durant cette édition.

## Participants par sport

### Athlétisme
400 mètres hommes
- Sofiane Labidi
  1. premier tour – 45 s 84
  2. second tour – 46 s 01 (non qualifié)

800 mètres hommes
- Mohamed Habib Belhadj (en)
  1. premier tour – 1 min 49 s 14 (non qualifié)

3 000 mètres steeple hommes
- Lotfi Turki
  1. premier tour – 8 min 34 s 84 (non qualifié)

Lancer du javelot hommes
- Maher Ridane
  1. qualifications – 70,35 m (non qualifié)

20 kilomètres marche hommes
- Hatem Ghoula
  1. finale – 1 h 28 min 16 s (36e place)

Marathon hommes
- Tahar Mansouri (en)
  1. finale – 2 h 20 min 33 s (38e place)

400 mètres femmes
- Awatef Ben Hassine
  1. premier tour – 54 s 50 (non qualifiée)

1 500 mètres femmes
- Fatma Lanouar
  1. premier tour – 4 min 11 s 87 (non qualifiée)

Lancer du disque femmes
- Monia Kari
  1. qualifications – 56,32 m (non qualifiée)

### Aviron
- Ibtissem Trimech
  - 18e
- Riadh Ben Khedher (en)
  - 22e

### Boxe
Coq (moins de 54 kg)
- Moez Zemzemi (en)
  - premier tour – perdu contre Guillermo Rigondeaux ( Cuba) (non qualifié)

Léger (60 kg)
- Naoufel Ben Rabah (en)
  - premier tour – perdu contre David Jackson (en) ( États-Unis) (non qualifié)

Super léger (moins de 63,5 kg)
- Sami Khelifi (en)
  - premier tour – perdu contre Aleksandr Leonov (en) ( Russie) (non qualifié)

Welter (moins de 67 kg)
- Kamel Chater (en)
  - second tour – perdu contre Ruslan Khairov (en) ( Azerbaïdjan) (non qualifié)

Mi-moyen (moins de 71 kg)
- Mohamed Marmouri (en)
  - premier tour – vainqueur de Osumanu Adama (en) ( Ghana)
  - second tour – perdu contre Juan Hernández Sierra ( Cuba) (non qualifié)

### Escrime
Fleuret individuel hommes
- Maher Ben Aziza (en)
  - 39e

### Haltérophilie
Léger (69 kg)
- Youssef Sebaï
  - 10e

### Judo
Moins de 60 kg
- Makrem Ayed (en)
  - vainqueur de Adrian Robertson (en) ( Australie)
  - perdu contre Marek Matuszek (en) ( Slovaquie)

Moins de 66 kg
- Anis Lounifi
  - perdu contre Yukimasa Nakamura ( Japon) (deuxième tour)

Moins de 73 kg
- Hassen Moussa (en)
  - vainqueur de Travolta Waterhouse (en) ( Samoa américaines) (premier tour)
  - perdu contre Vsevolods Zeļonijs ( Lettonie) (premie tour)
  - vainqueur de Martin Schmidt ( Allemagne) (deuxième tour)
  - perdu contre Giuseppe Maddaloni ( Italie) (quarts de finale)

Moins de 81 kg
- Abdessalem Arous (en)
  - perdu contre Graeme Randall (en) ( Royaume-Uni) (deuxième tour)

Moins de 90 kg
- Skander Hachicha
  - vainqueur de Khaled Meddah (en) ( Algérie) (premier tour)
  - perdu contre Hidehiko Yoshida ( Japon) (quarts de finale)
- Sadok Khalgui (en)
  - perdu contre Armen Bagdasarov ( Ouzbékistan) (premier tour)
  - vainqueur de Daniel Rusitovic (en) ( Australie) (repêchage)
  - perdu contre Luigi Guido (en) ( Italie) (quarts de finale)

Moins de 48 kg femmes
- Hayet Rouini
  - perdu contre Ann Simons ( Belgique) (premier tour)

Moins de 63 kg femmes
- Saida Dhahri
  - vainqueur de Karen Roberts ( Royaume-Uni)
  - perdu contre Jung Sung-sook ( Corée du Sud)
  - perdu contre Anja von Rekowski ( Allemagne) (quarts de finale) – 7e place
- Nesria Traki
  - vainqueur de Qin Dongya ( Chine)
  - perdu contre Edith Bosch ( Pays-Bas) (quarts de finale) – 7e place

### Lutte
Lutte gréco-romaine plume
- Mohamed Bergaoui
  - perdu contre Rifat Yildiz ( Allemagne) 0-4
  - perdu contre Valery Nikonorov (en) ( Russie) 3-7
  - perdu contre Constantin Borăscu (en) ( Roumanie) 0-7 – 20e place

Lutte gréco-romaine lourd-léger
- Amor Bach Hamba (en)
  - vainqueur de Fritz Aanes (en) ( Norvège) 12-0
  - perdu contre Gocha Tsitsiashvili (en) ( Israël) 1-11
  - perdu contre Yury Vitt (en) ( Ouzbékistan) 1-4 – 16e place

Lutte gréco-romaine lourd
- Hassen Feguiri
  - perdu contre Davyd Saldadze  ( Ukraine) 0-9
  - perdu contre Mindaugas Ežerskis (en) ( Lituanie) 3-6
  - perdu contre Sergey Lishtvan ( Biélorussie) 0-10 – 17e place

Lutte gréco-romaine super-lourd
- Omrane Ayari
  - perdu contre Rulon Gardner ( États-Unis) 2-7
  - perdu contre Giuseppe Giunta (en) ( Italie) 0-4
  - perdu contre Haykaz Galstyan (en) ( Arménie) 2-3 – 15e place

### Natation
400 mètres 4 nages hommes
- Oussama Mellouli
  1. tour préliminaire – 4 min 41 s 97 (non qualifié)

### Tennis de table
Simple messieurs
- Gdara Hamam (en)
  - battu par Chang Yen-shu (en) ( Taipei chinois)
  - battu par Ding Yi ( Autriche) – 49e place